# 비다 사마드자이
비다 사마드자이(영어: Vida Samadzai, 1978년 2월 22일 ~ )는 아프가니스탄의 배우, 모델, 미인 대회 우승자이다. 2003년에 열린 미스 어스 대회에서 아프가니스탄 대표로 참가했다. 1974년 이후에 처음으로 국제 미인 대회에 참가한 아프가니스탄 출신 여성이기도 하다.

## 생애
파슈툰인인 사마드자이는 아프가니스탄의 수도인 카불에서 태어나서 성장했고 1996년에 미국으로 이주했다. 사마드자이는 캘리포니아주 풀러턴에 위치한 캘리포니아 주립 대학교 캠퍼스를 졸업하면서 미국 시민권을 취득하게 된다. 또한 아프가니스탄에서 여성의 권리와 교육에 대한 인식을 높이기 위하여 미국에 기반을 둔 여성 자선 단체를 설립하는 데 도움을 주었다.
사마드자이는 2002년에 수전 제스크(Susan Jeske)가 신설한 1번째 미스 아메리카 인터내셔널(Ms. America International)에서 3위를 차지했다. 사마드자이는 2003년에 열릴 미스 어스 대회에 참가하기 위해 심사를 신청했는데 아프가니스탄에는 미인 대회가 없었기 때문에 해외에서 아프가니스탄 대표로 선발되었다. 사마드자이는 미스 아프가니스탄이라는 타이틀을 보유하지는 않았지만 1974년 조흐라 다우드가 미스 아프가니스탄으로 등극한 이래 국제 미인 대회에 참가한 최초의 아프가니스탄 출신 여성이 되었다. 하지만 사마드자이의 미스 어스 참가는 그의 모국이자 이슬람 세계 국가인 아프가니스탄에서 논란을 일으켰다. 특히 아프가니스탄 대법원은 사마드자이의 미스 어스 참가에 대해 여성의 신체 노출을 금기시하는 이슬람교의 율법과 아프가니스탄의 문화를 위반한 것에 해당한다며 유죄 판결을 내렸다. 또한 아프가니스탄의 전통주의자들은 사마드자이가 미스 어스에서 빨간 비키니를 입은 채로 인터뷰를 진행한 것을 규탄했다. 사마드자이는 같은 해에 필리핀 케손시티에서 열린 미스 어스 2003에서 준결승전 진출에 실패했다. 하지만 현대 여성의 새로운 자신감, 용기, 정신, 여성의 권리와 다양한 사회적, 개인적, 종교적 투쟁의 승리를 기념하기 위한 차원에서 심사위원들의 결정에 따라 "대의명분상"을 수상했다.
사마드자이는 필리핀 케손시티에서 열린 미스 어스 2004 대회에서 브라질의 프리실라 메이렐리스를 우승자로 선정하는 데에 도움을 준 11명의 심사위원들 가운데 한 명이기도 하다. 특히 대관식 날 밤에는 가운을 입은 한 젊은 여성 인권 운동가가 사마드자이 앞에서 "피부를 드러내지 않고 수영복을 입고 있어서 이번에는 문제가 생길지 모르겠습니다."고 말했다. 사마드자이는 수전 제스크가 주최한 2005-06년 미스 아메리카에서 우승을 차지했다. 2011년에는 인도 컬러스 TV(Colors TV)에서 방송된 리얼리티 프로그램인 《빅 보스》(Bigg Boss)의 5번째 시즌에 출연했는데 1일부터 49일까지 생존했다.